# ویلیام مالکوم
ژنرال ویلیام مالکوم (William Malcolm) (زادهٔ ۲۳ ژانویه ۱۷۴۵- درگذشتهٔ ۱ سپتامبر ۱۷۹۱)، تاجر نیویورکی و افسر انقلاب آمریکا بود. او فرماندهی هنگ مالکوم را برعهده داشت و آرون بر فرمانده هنگ او بود.

## اوایل زندگی
ویلیام مالکوم در ۲۳ ژانویه ۱۷۴۵ در گلنروتسِ اسکاتلند به دنیا آمد و یکی از اعضای خاندان مالکوم بود. او سومین پسر ریچارد مالکوم، بارونِت از بالبدی و اینرتیل در شهرستان فایف، اسکاتلند بود. زمانی که در ۱۷۶۳ به آمریکا رفت، تعدادی پرتره خانوادگی و سایر اشیاء با ارزش را با خود برد.

## حرفه
در ۱۷۶۳، او به عنوان نماینده یک شرکت گلاسکویی که شریک آن بود به نیویورک نقل مکان کرد و خود را به عنوان یک تاجر واردات و صادرات معرفی کرد. کسب و کار او در خیابان کوئین بود که امروزه به نام پرل شناخته می‌شود. در همان سال به انجمن سنت اندرو پیوست و منشی انجمن از ۱۷۶۵ تا ۱۷۶۶، خزانه‌دار و منشی آن از ۱۷۷۲ تا ۱۷۷۴، یکی از مدیران در ۱۷۸۴ و معاون رئیس انجمن از ۱۷۸۵ تا ۱۷۸۷ بود.
در سال ۱۷۷۴ مالکوم ثروتمند شد و با افزایش نفوذش، وارد سیاست و دولت، از جمله عضویت در مجلس نیویورک شد.

### خدمات جنگ انقلابی
مالکوم همچنین در میان شبه نظامیان فعال بود و در طول انقلاب آمریکا برای خدمت سربازی داوطلب شد. او در طول انقلاب آمریکا، در ارتش نیویورک و ارتش قاره‌ای خدمت کرد که شامل مأموریت‌هایی به عنوان معاون آجودان ژنرال بخش شمال بود که زیر نظر هوراتیو گیتس انجام داد.
در ۱۷۷۷، مالکوم به فرماندهی یک هنگ منصوب شد. او آن را که هنگ قاره‌ای فرعی مالکوم نامیده می‌شد، تشکیل داد و از سرمایه خود برای پرداخت و تجهیز آن استفاده کرد. او به عنوان سرهنگ، همراه با آرون بور به عنوان فرمانده دوم و سرهنگ دوم، هنگ را فرماندهی می‌کردند. هرچند در نتیجه مأموریت‌های دیگر مالکوم به عنوان معاون ژنرال آجودان یا سایر وظایف و جدا شدن او، در عمل بور فرمانده بود. مالکوم در نبردهای لانگ آیلند، وایت پلینز، ترنتون و پرینستون شرکت کرد. او در زمستان ۱۷۷۷–۱۷۷۸ در دره فورج با ارتش بود و بعدها فرماندهی نیروهای قاره‌ای در شمال نیویورک را بر عهده گرفت.
در اواخر انقلاب به فرماندهی شبه‌نظامیان در شهرستان‌های نیویورک، کینگز و ریچموند با درجهٔ سرتیپی منصوب شد.

### پس از جنگ
در ۱۷۸۴ و بار دیگر در ۱۷۸۷ به عضویت کنگره استانی نیویورک انتخاب شد، جاییکه او از حرکت الکساندر همیلتون برای بازگرداندن امتیاز انتخابی به محافظه‌کاران، حمایت کرد و با قانون اساسی ایالات متحده موافقت کرد. در ۱۷۸۵، او در هیئت رئیسهٔ شورای شهر نیویورک خدمت کرد.
مالکوم به عنوان رئیس نظامیانِ شهر نیویورک و اطراف آن، گارد محافظتی جورج واشینگتن را هنگام ادای سوگند به عنوان اولین رئیس‌جمهور، فرماندهی کرد.
مالکوم یک فراماسونِ عضو لژ شماره ۱ سنت جان در شهر نیویورک، عضو انجمن سَنت اندرو، جامعه سَنت نیکلاس و از بنیان‌گذاران اتاق بازرگانی نیویورک بود.

## زندگی شخصی
مالکوم دو بار ازدواج کرد. او با همسر اولش، ابیگیل تینگلی در ۱۷۶۵ ازدواج کرد که در ۱۷۷۰ درگذشت. همسر دومش، سارا آیسکو، دختر ریچارد آیسکو و کاترین بایارد بود که در ۵ فوریه ۱۷۷۲ با او ازدواج کرد. آن‌ها والدین فرزندان زیر بودند:
- ریچارد مونتگومری مالکوم (۱۷۷۶–۱۸۲۳) که با آن هنری ازدواج کرد.
- ساموئل بایارد مالکوم (۱۷۷۷–۱۸۱۷) که با کاترین ون رنسلر شویلر (۱۷۸۰–۱۸۷۵)، کوچک‌ترین دختر فیلیپ شویلر ازدواج کرد.[۲۲] پس از مرگ ساموئل، بیوهٔ او با جیمز کوکران (۱۷۶۹–۱۸۴۸) ازدواج کرد.[۲۳]

ویلیام مالکوم در ۱ سپتامبر ۱۷۹۱ در شهر نیویورک فوت کرد. او را در قبرستان کلیسای آجری پروتستان منهتن، به خاک سپردند.

### نوادگان
نوادگان مالکوم شامل اعضای خانواده‌های برجسته بایارد، شویلر و مونتگومری بودند. نوه‌های او از طرف پسرش ساموئل عبارت از: فیلیپ شویلر مالکوم (متولد ۱۸۰۴)،‏ کاترین الیزابت مالکوم (متولد ۱۸۰۹)، ویلیام شویلر مالکوم (۱۸۱۰–۱۸۹۰) و الکساندر همیلتون مالکوم (۱۸۱۵–۱۸۸۸).‏
او از طرف پسرش، ریچارد، پدربزرگ سارا آیسکو مالکوم (۱۸۰۲–۱۸۸۸) بود که با توماس پی بال (۱۷۹۲–۱۷۴۴) ازدواج کرد. بزرگ‌ترین نوهٔ سارا، جیمز مورتیمر مونتگومری (۱۸۵۵–۱۹۲۶) بود.